# Памятники древнего зодчества
«Памятники древнего зодчества» — книжная серия, выпускавшаяся издательством «Советский художник» (Москва) с 1968 до 1972 года. Книги серии представляли собой альбомы увеличенного горизонтального формата, в белых целлофанированных переплётах с изображением древнего герба соответствующего города в центре. Каждый альбом предварялся вступительной статьёй об уникальных памятниках архитектуры, с резюме на английском, французском и немецком языках. В качестве иллюстраций использовались репродукции циклов картин, рисунков, гравюр известных художников, посвящённых конкретному городу и его памятникам. Вся серия книг получила единое высокохудожественное воплощение и во многом способствовала пробуждению интереса к древнерусской архитектуре у массового читателя.
Книги печатались в типографии «Фёрстер и Борриес КГ», г. Цвиккау, ГДР,
Выявлено 10 книг этой серии.

## Список книг серии по названиям
- Архитектура Соловецкого монастыря / П. А. Тельтевский; худ. Г. М. Манизер. — 1969.
- Владимир / П. А. Тельтевский; худ. А. С. Седов. — 1970.
- Вологда / М. В. Фехнер; худ. Э. Бернштейн. — 1972.
- Загорск / А. Зотов; худ. М. В. Маторин. — 1968.
- Новгород / П. А. Тельтевский; худ. Ю. А. Походаев. — 1970.
- Переславль-Залесский / Н. Н. Воронин; худ.Э. Б. Бернштейн. — 1968.
- Псков / Е. Н. Морозкина; худ. Г. М. Манизер. — 1968.
- Ростов Великий / худ. М. А. Суздальцев. — 1970.
- Суздаль / П. А. Тельтевский; худ. Б. Г. Коржевский. — 1968.
- Ярославль / Ю. Я. Халаминский; худ. Г. В. Храпак. — 1968.

## Авторы вступительных статей
- Воронин, Николай Николаевич (1904—1976)
- Зотов А.
- Морозкина, Елена Николаевна (1922—1999)
- Тельтевский, Прокопий Александрович (1915—2002)
- Фехнер, Маргарита Васильевна (1903—1981)
- Халаминский, Юрий Яковлевич (1923—1975)

## Художники книг серии
- Коржевский, Борис Георгиевич (1927—2004) — художник, работал в творческом коллективе по воссозданию панорамы «Оборона Севастополя»
- Манизер, Гуго Матвеевич (род. 1927)
- Маторин, Михаил Владимирович (1901—1976) — художник, график
- Походаев, Юрий Архипович (родился 16 июля 1927 года в г. Ессентуки) — московский художник
- Седов А. С.
- Суздальцев, Михаил Аркадьевич (1917—1998)  Архивная копия от 5 октября 2009 на Wayback Machine
- Храпак, Георгий Васильевич (1922—1974) [www.pseudology.org/people/Xrapak_GV.htm]